# Julia Koch
Pour les articles homonymes, voir Koch.
 (décembre 2023).
La mise en forme du texte ne suit pas les recommandations de Wikipédia : il faut le « wikifier ».
Les points d'amélioration suivants sont les cas les plus fréquents. Le détail des points à revoir est peut-être précisé sur la page de discussion.
- Les titres sont pré-formatés par le logiciel. Ils ne sont ni en capitales, ni en gras.
- Le texte ne doit pas être écrit en capitales (les noms de famille non plus), ni en gras, ni en italique, ni en « petit »…
- Le gras n'est utilisé que pour surligner le titre de l'article dans l'introduction, une seule fois.
- L'italique est rarement utilisé : mots en langue étrangère, titres d'œuvres, noms de bateaux, etc.
- Les citations ne sont pas en italique mais en corps de texte normal. Elles sont entourées par des guillemets français : « et ».
- Les listes à puces sont à éviter, des paragraphes rédigés étant largement préférés. Les tableaux sont à réserver à la présentation de données structurées (résultats, etc.).
- Les appels de note de bas de page (petits chiffres en exposant, introduits par l'outil «  Source ») sont à placer entre la fin de phrase et le point final[comme ça].
- Les liens internes (vers d'autres articles de Wikipédia) sont à choisir avec parcimonie. Créez des liens vers des articles approfondissant le sujet. Les termes génériques sans rapport avec le sujet sont à éviter, ainsi que les répétitions de liens vers un même terme.
- Les liens externes sont à placer uniquement dans une section « Liens externes », à la fin de l'article. Ces liens sont à choisir avec parcimonie suivant les règles définies. Si un lien sert de source à l'article, son insertion dans le texte est à faire par les notes de bas de page.
- La présentation des références doit suivre les conventions bibliographiques. Il est recommandé d'utiliser les modèles {{Ouvrage}}, {{Chapitre}}, {{Article}}, {{Lien web}} et/ou {{Bibliographie}}. Le mode d'édition visuel peut mettre en forme automatiquement les références.
- Insérer une infobox (cadre d'informations à droite) n'est pas obligatoire pour parachever la mise en page.

Pour une aide détaillée, merci de consulter Aide:Wikification.
Si vous pensez que ces points ont été résolus, vous pouvez retirer ce bandeau et améliorer la mise en forme d'un autre article.
Julia Margaret Flesher Koch (née le 12 avril 1962) est une mondaine et une philanthrope américaine milliardaire. Elle a hérité de la fortune de son mari, David Koch, décédé en 2019. Dans le classement annuel de Forbes d'avril 2023, sa fortune de 59 milliards de dollars la classe au troisième rang des femmes les plus riches du monde.

## Biographie

### Jeunesse et formation
Julia Margaret Flesher est née le 12 avril 1962,. Sa famille est d'un milieu agricole, mais lorsqu'elle est née, ses parents, Margaret et Frederic Flesher, possédaient un magasin de meubles appelé Flesher's. Elle a passé sa petite enfance à Indianola, Iowa, puis à l'âge de huit ans, sa famille a déménagé en Arkansas, où ses parents ont ouvert un magasin de vêtements appelé Peggy Frederic's, qu'elle considérait comme « une très, très belle boutique ». En 1998, sa mère vivait toujours à Conway, par contre, son père était retourné à Indianola.
Après avoir obtenu un diplôme de l'université du centre de l'Arkansas et travaillée comme mannequin. En 1984, elle a déménagé à New York, où elle a été assistante du créateur de mode Adolfo et a fait faire des essayages à Nancy Reagan,,,.

### Carrière
Elle a rencontré David Koch lors d'un blind date en janvier 1991, mais ce rendez-vous ne lui a pas laissé une bonne impression,. Elle en a dit: "Je suis heureuse d'avoir rencontré cet homme parce que maintenant je sais que je ne veux jamais sortir avec lui". Cependant, ils se sont revus lors d'une fête plus tard cette année-là et ont commencé à se fréquenter,. Elle a arrêté de travailler en 1993 et ils se sont mariés en mai 1996 dans la maison de David sur Meadow Lane à Southampton,,.
En décembre 1997, elle a fait ce que le New York Times a appelé ses « débuts dans la société new-yorkaise » au Met Gala,. Elle y était co-présidente, aux côtés d'Anna Wintour et Patrick McCarthy,,. McCarthy a déclaré qu'elle était "une de ces personnes qui se produisent à New York toutes les quelques années... elle est belle, elle aime la mode, elle sait divertir, elle est mariée à un homme extraordinairement riche".

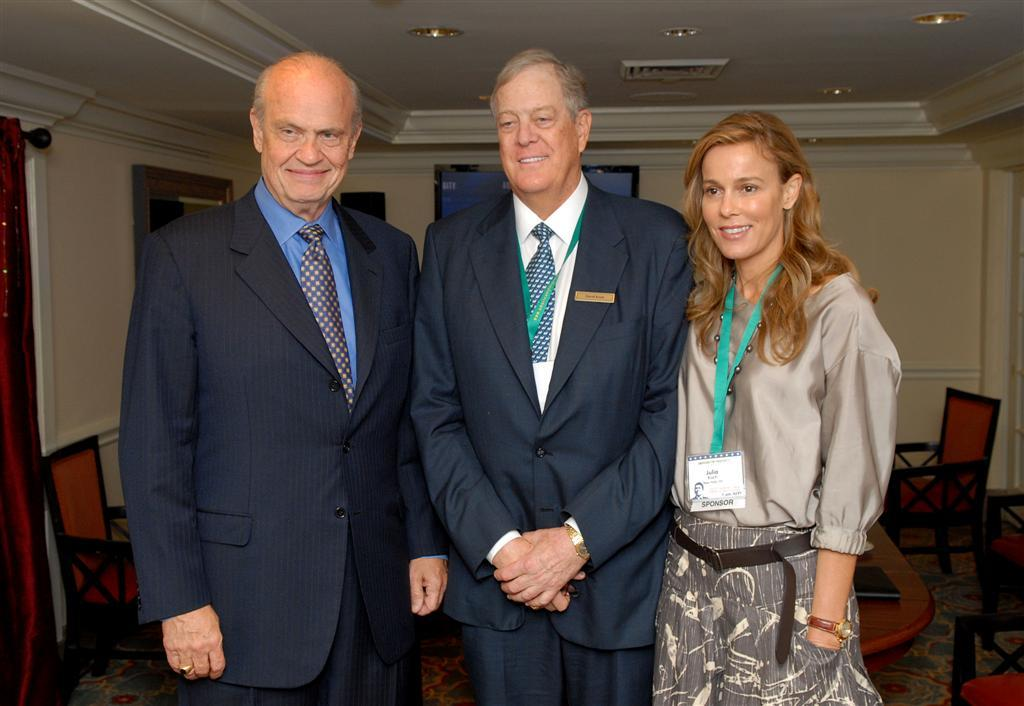
Fred Thompson (à gauche), David Koch (au centre) et Julia Koch en 2007

Julia et David Koch ont vécu des années dans un appartement au 1040 Fifth Avenue, mais en 2004, ils ont déménagé dans un duplex de 18 pièces au 740 Park Avenue,,. Selon 740 Park : L'histoire de l'immeuble le plus riche du monde, David Koch a acheté l'appartement pour environ 17 millions de dollars au gouvernement japonais, qui l'utilisait auparavant pour loger son représentant permanent auprès des Nations Unies. En 2018, le couple a également acheté une maison de ville de huit chambres à Manhattan auprès de l'investisseur Joseph Chetrit pour 40,25 millions de dollars,.
David Koch est décédé en août 2019 et Julia Koch et leurs trois enfants (David Jr., Mary Julia et John  ) ont hérité de 42 % de Koch Industries,. En conséquence, elle a été classée par Bloomberg comme la femme la plus riche du monde et a été incluse sur la liste Forbes des 10 femmes les plus riches du monde en 2020.
En 2022, elle a mis sur le marché l’appartement du 740 Park Avenue ; un porte-parole a déclaré qu'elle souhaitait le vendre parce qu'elle passait plus de temps dans des maisons à Southampton et à Palm Beach.
Koch est membre du conseil d'administration de Koch Industries. Elle a tendance à ne pas attirer l'attention du public.

## Philanthropie
Elle est présidente de la Fondation David H. Koch. Elle était auparavant membre du CA de la School of American Ballet.
Du vivant de son mari, ils ont fait des dons à des institutions telles que le Lincoln Center, le Metropolitan Museum of Art et le Smithsonian Museum of Natural History.[réf. nécessaire]